# 人格類型
人格類型是指個體的心理分類，又稱類型論（Type Theory）。與特質論（Trait theory）是不同，類型是指人們的人格在「質」不同，而特質則被解釋為「量」的差異。。舉例來說，內向與外向人格在類型論來說是一個截然不同的分類（內向=0，外向=100），但以特質論來說是以一個連續向度來表示（有些人內向=20，外向=70，也有些人內向=40，外向=30）。

## 临床有效的人格类型
有效的人格类型学揭示并增加对个体的知识和理解，而不是像刻板印象那样减少知识和理解。有效的类型学还能提高预测临床相关信息和制定有效治疗策略的能力。 有一个广泛的文献关于分类不同类型的人类气质和同样广泛的文献关于人格特征或领域。这些分类体系试图描述正常的气质和人格，强调不同气质和人格类型的主要特征。它们在很大程度上属于心理学的范畴。另一方面，人格障碍反映了精神病学这一医学专业的工作，并以疾病为导向。它们被归类在美国精神病学协会的产品《诊断与统计手册》(DSM)中。

## 類型與特質
在當代心理學一般較少採用類型論。有些研究比較內向人格在邁爾斯-布里格斯性格分類法（MBTI）與五大人格量表（NEO-PI）結果，發現特質相對而言更能夠用來預測一些心理疾病。心理學界也認為人類複雜多變的人格太難作出仔細卻不重疊的類型。

## 以類型為基礎的人格歸類例子
- 最早期的古希臘由蓋倫，基於體液學說而成的四種氣質
- A型和B型性格，將人們簡單地分成成就性與隨和性[10]
- 發展心理學家傑羅姆·凱根根據觀察，將小朋友分成抑制型或非抑制型的氣質[11]
- 漢斯·艾森克的PEN三因子人格模型將最主要的人格稱為類型，其各自的描述則為特質

## 引用來源
1. ↑  . terms.naer.edu.tw.   [2019-04-01]. （原始内容存档于2019-10-30）.
2. ↑  Bernstein, Penner, Clarke-Stewart, & Roy (2008). Psychology, 8th edition. Boston, MA: Houghton Mifflin Company.
3. ↑  Fajkowska, Małgorzata; Kreitler, Shulamith. . Journal of Personality. 2018-2, 86 (1): 5–11. doi:10.1111/jopy.12335 （英语）.
4. ↑  Matthews, Roy T. . Albion. 1988, 20 (1): 120–121. ISSN 0095-1390. doi:10.2307/4049830.
5. ↑  Flaskerud, Jacquelyn H. . Issues in Mental Health Nursing. 2012-09-07, 33 (9): 631–634. ISSN 0161-2840. doi:10.3109/01612840.2011.647256.
6. ↑  Furnham, A., & Crump, J. (2005). Personality Traits, Types, and Disorders: An Examination of the Relationship Between Three Self-Report Measures. European Journal of Personality, 19, 167-184.
7. ↑  Asendorpf, J. B. (2003). Head-to-head comparison of the predictive validity of personality types and dimensions. European Journal of Personality, 17, 327–346.
8. ↑  Pittenger, D. J. (2004). The limitations of extracting typologies from trait measures of personality. Personality and Individual Differences, 37, 779–787.
9. ↑  McCrae, R. R., Terracciano, A., Costa, P. T., & Ozer, D. J. (2006). Person-factors in the California adult Q-set: Closing the door on personality types? European Journal of Personality, 20, 29-44.
10. ↑  .   [2006-11-05]. （原始内容存档于2007-10-12）.
11. ↑  Kagan, J. (1994). Galen's Prophecy: Temperament in Human Nature. New York: Basic Books.